# Ferrari 412 CanAm
Der Ferrari 412 CanAm war ein CanAm-Prototyp von Ferrari, der 1967 in der nordamerikanischen Rennserie eingesetzt wurde. 

## Entwicklungsgeschichte
Der 412 CanAm war der erste Ferrari-Rennwagen, den die Scuderia für die nordamerikanische Rennserie baute. Die Entstehung ging auf eine Initiative von Luigi Chinetti, den Besitzer des North American Racing Teams, zurück. Hinzu kam noch, dass die FIA den Hubraum der Rennfahrzeuge in der Sportwagen-Weltmeisterschaft auf 3 Liter gesenkt hatte, was Enzo Ferraris Interesse an der Meisterschaft sinken ließ. 

## Renngeschichte
Chinetti brachte einen Ferrari 412P – die Kundenversion des Ferrari 330P4 – zurück nach Maranello, um ihn auf das Gruppe-7-Reglement der CanAm-Serie umbauen zu lassen. Der V12-Motor leistete 420 PS, was aber gegen die Konkurrenz von McLaren und Lola zu wenig war. Der Wagen gab sein Debüt beim Wertungslauf auf dem Bridgehampton Racing Circuit mit Ludovico Scarfiotti am Steuer, der mit zwei Runden Rückstand auf den Sieger Denis Hulme im McLaren M6A Siebter wurde. Es war das einzige zählbare Rennergebnis des 412 CanAm. Ein zweiter Einsatz beim dritten Wertungslauf in Mosport Park in der darauffolgenden Woche endete mit einem Reifenschaden vorzeitig nach 44 von 80 Runden.
In Maranello wurden 1967 die beiden 330P4 Chassisnummern 0858 und 0860 auf das Can-Am-Reglement umgerüstet, die das North American Racing Team als Ferrari 350 CanAm einsetzte.